# Mickey Rourke
Mickey Rourke, ursprungligen Philip Andre Rourke Jr., född 16 september 1952 i Schenectady, New York, är en amerikansk skådespelare och boxare.

## Biografi
Efter sina föräldrars skilsmässa när han var sex år flyttade Rourke med sin mor och styvfar till Florida. Efter high school började han träna boxning och blev så småningom framgångsrik inom sporten. Efter flera hjärnskakningar slutade han boxas och en vän gav honom en roll i en pjäs. Efter det tog han skådespelarlektioner och fick snart mindre roller i filmer, såsom Steven Spielbergs 1941 (1979) och en uppmärksammad biroll i Het puls (1981). Så småningom fick han huvudroller i filmer som Fiket (1982, för vilken han belönades med ett National Society of Film Critics Award) och Rumble Fish (1983). 1986 spelade han huvudrollen i den kontroversiella 9½ Vecka och nominerades 1988 för ett Independent Spirit Award för sin roll i Barfly (1987). 
1989 spelade han huvudrollen i Wild Orchid, regisserad av Zalman King, som producerat och skrivit 9½ Vecka. Filmen blev en flopp och Rourke nominerades för en Razzie som sämsta skådespelare för den filmen och Michael Ciminos Skräckens timmar. En annan flopp från den tiden var Harley Davidson and the Marlboro Man (1991). Detta, i samband med hans rykte om att vara svår att arbeta med, gjorde att hans filmkarriär började gå utför. Han återupptog boxningen och ådrog sig en del skador, vilket ledde till att han sedan gjort plastikkirurgiska ingrepp.
Under 1990-talet spelade han biroller i filmer som Double Team (1997) och Regnmakaren (1997) samt huvudroller i 9½ Vecka II (1997). Under 2000-talet spelade han biroller i filmer som Spun (2002) och Once Upon a Time in Mexico (2003) innan han spelade en av huvudrollerna i Sin City (2005) och senare i The Wrestler (2008). För sin roll i den filmen vann han flera priser, bland annat en Golden Globe och nominerades till en Oscar, vilket gav hans karriär en nytändning.
Rourke har varit gift två gånger. 1981–1989 var han gift med Debra Feuer. 1992 gifte han sig med modellen Carré Otis, som var hans motspelerska i Wild Orchid (1989). De medverkade även i filmen Exit in Red (1996) innan äktenskapet tog slut 1998.

## Filmografi, i urval
- 1979 – 1941
- 1981 – Het puls
- 1982 – Fiket
- 1983 – Rumble Fish
- 1986 – 9 1/2 vecka
- 1986 – Drakens år
- 1987 – Barfly
- 1987 – Angel Heart
- 1990 – Wild Orchid
- 1996 – Bulletrain
- 1991 – Harley Davidson and the Marlboro Man
- 1992 – Het sand
- 1997 – Regnmakaren
- 1998 – Thursday
- 1998 – Den tunna röda linjen
- 2000 – Get Carter
- 2001 – Löftet
- 2002 – Spun
- 2003 – Once Upon a Time in Mexico
- 2004 – Man on Fire
- 2005 – Sin City
- 2005 – Domino
- 2006 – Stormbreaker
- 2008 – The Wrestler
- 2008 – The Informers
- 2008 – Killshot
- 2010 – 13
- 2010 – Iron Man 2
- 2010 – The Expendables
- 2010 – Passion Play
- 2011 – Black Gold
- 2011 – Immortals
- 2012 – The Courier
- 2013 – Java Heat
- 2013 – Dead in Tombstone
- 2014 – Sin City: A Dame to Kill For
- 2014 – Skin Traffik
- 2015 – The Effects of Blunt Force Trauma
- 2015 – Ashby